# Charles-François Jeandel
Charles-François Jeandel est un photographe érotique français né à Limoges le 9 septembre 1859 et mort à Angoulême le 23 octobre 1942,.

## Biographie
Après une tentative ratée de carrière d'artiste peintre à Paris (il participe sans grand succès au Salon des artistes français en 1889), il se retire en 1889 sur la propriété familiale de Salle-de-Villefagnan en Charente. Il épouse Madeleine Castet (1877-1963), encore mineure et de 18 ans sa cadette.
Il participe assidûment à la Société archéologique et historique de la Charente.

## Œuvres
Il est connu, de manière posthume, pour ses cyanotypes de femmes attachées. La technique du cyanotype, facile à utiliser pour un amateur, confère un bleu profond et quasi pictural à ses photographies. Ces clichés, réalisés dans son atelier de peinture à Paris puis en Charente dans les années 1890-1900, mettent en scène une femme — parfois deux — nue, ligotée ou suspendue dans des postures variées. L'identité de ses modèles féminins reste inconnue, même s'il est vraisemblable que sa femme apparaît dans plusieurs de ses photographies érotiques.
Depuis 1987, cent quatre-vingt-dix d'entre elles sont conservées au Musée d'Orsay (nus féminins, portraits de l'artiste, de divers personnages, de son chat, paysages, scènes de campagne, scènes de genre, églises de Charente, toits de Paris, etc.). Cet album constitue actuellement l'unique trace de son activité photographique. Certains clichés ont été présentés au public lors des expositions :
- De l'angoisse à l'extase, Paris, 1984
- L'art du nu. Le photographe et son modèle, Paris, 1997
- Dans l'atelier, Paris, 2005
- Mis(es) à nu, Paris, 2012
- L'Ange du bizarre. Le Romantisme noir de Goya à Max Ernst, Paris, 2013
- Dans l'atelier. L'artiste photographié, d'Ingres à Jeff Koons, Paris, 2016